# Тарас, Джон
Джон Тарас (укр. Іван Тарасенко; англ. John Taras; 18 апреля 1919 Нью-Йорк, США - 2 апреля 2004, Нью-Йорк, США) - американский артист балета  и хореограф украинского происхождения.

## Ранняя жизнь
Родился в Нижнем Ист-Сайде, Нью-Йорке, в семье украинских эмигрантов.  С 9 лет танцевал в украинском народном ансамбле. В 16 лет начал обучаться балету у Михаила Фокина, Анатолия Вильзака, Петра Владимирова и Людмилы Шоллар, а затем в Школе американского балета.

## Карьера
Впервые он выступил профессионально с оперой на гастролях, для которой Фокин ставил хореографию. Он выступал на Всемирной выставке 1939 года в Нью-Йорке и присоединился к Филадельфийскому балету Кэтрин Литтлфилд для гастролей по южным штатам в 1941 году, а в 1942 году участвовал в Бродвейском возрождении оперы Джеймса Мэтью Барри "Поцелуй для Золушки". Затем он гастролировал по Южной Америке с Американским балетным караваном.
Тарас присоединился к Американскому театру балета в 1942 году и стал солистом. Он репетировал балеты Личина, Агнес де Милль, Брониславы Нижинскаой, Баланчина и ЭлизабетТюдора, а в 1946 году поставил свой первый балет "Грациана".
Он танцевал сезон 1947 года с труппой Марковой-Долин в Чикагской гражданской опере и поставил  "Камиллу" с Алисией Марковой и Антоном Долиным в главных ролях.Тарас был главным танцором в труппе де Базиля и театральным режиссером их сезонов в Ковент-Гардене и Париже. В том же году он создал «Минотавра» для Балетного общества. В 1949 году он ставил хореографию для экспериментальных Елисейских Полей.
Тарас поставил «Весеннюю симфонию» для балета «Сан-Франциско» и «Конструкции со струнами» на музыку Чайковского для «Метрополитен-балет» в Эдинбурге в 1948 году, с этого времени до 1959 года он был хореографом и балетмейстером в Гран Балле дю Маркиз де Куэвас. Он поставил для труппы 8 балетов. Среди них был Пьеж де Люмьер ( Piège de Lumière) в 1952 году.
В 1959 году Баланчин пригласил Тараса поставить «Соннамбулу» в  Нью-Йорк Сити Балле, где он работал хореографом и балетмейстером до 1984 года. Он участвовал в работе над многими спектаклями, например: «Эбеновый концерт» , «Концерт для фортепиано и духовых» , «Сцены из балета» , « Песня соловья» и « Персефона» для Стравинского фестиваля. Среди его работ так же «Дафниса и Хлоя» — к фестивалю Равеля 1975 года, «Воспоминания о Флоренции» — к фестивалю Чайковского 1981 года.
Он был балетмейстером балета Парижской оперы с 1969 по 1970 год, художественным руководителем балета Берлинской Оперы в Западном Берлине с 1970 по 1972 год. Он  поставил «Весну Священную» в Милане в «Ла Скала» для Натальи Макаровой и «Иллюминации» Фредерика Эштона для Балета Джоффри и Королевского Балет, Ковент-Гарден.
Тарас поставил свою собственную версию «Жар-птицы» для Танцевального театра Гарлема, которая была показана в прямом эфире PBS Kennedy Center Tonight. В первоначальном составе  главную роль исполнили Лоррейн Грейвс в роли принцессы, Дональд Уильямс в роли принца и Стефани Дабни. Кроме того, Тарас ставил и репетировал балеты Баланчина для крупных трупп, в том числе премьеру балета в  Большом театре в рамках празднования столетия со дня рождения Сергея Прокофьева. В 1984 году по приглашению Михаила Барышникова он стал заместителем художественного руководителя Американского Театра Балета. В АBТ он занимал должность балетмейстера и хореографа. После ухода Барышникова из труппы, Тарас также подал в отставку.
Он умер 2 апреля 2004 года. У него остались жена Элен Садовска и падчерица Анна.

## Награды
- орден Искусства и Литературы (1985)
- приз Международного фестиваля Танца в Чикаго (1989)